# Agnieszka Kobus
Agnieszka Kobus-Zawojska, née le 28 août 1990 à Varsovie, est une rameuse polonaise.

## Biographie
Ses parents étaient membres de la Société d'Aviron de Varsovie. Elle a une maîtrise obtenue à l'Académie d'Education Physique de Varsovie.

## Palmarès

### Jeux olympiques
- 2020 à Tokyo,  Japon
  -  Médaille d'argent en quatre de couple
- 2016 à Rio de Janeiro,  Brésil
  -  Médaille de bronze en quatre de couple.

### Championnats du monde
- 2019 à Ottensheim,  Autriche
  -  Médaille d'argent en quatre de couple
- 2018 à Plovdiv,  Bulgarie
  -  Médaille d'or en quatre de couple
- 2017 à Sarasota,  États-Unis
  -  Médaille d'argent en quatre de couple

### Championnats d'Europe
- 2018 à Glasgow  Écosse :
  -  Médaille d'or en quatre de couple
- 2016 à Brandebourg-sur-la-Havel  Allemagne :
  -  Médaille d'argent en quatre de couple
- 2015 à Poznań,  Pologne
  -  Médaille de bronze en quatre de couple
- 2014 à Belgrade,  Serbie
  -  Médaille de bronze en quatre de couple
- 2011 à Plovdiv  Bulgarie :
  -  Médaille d'argent en quatre de couple